# UT Motoren- und Fahrzeugbau

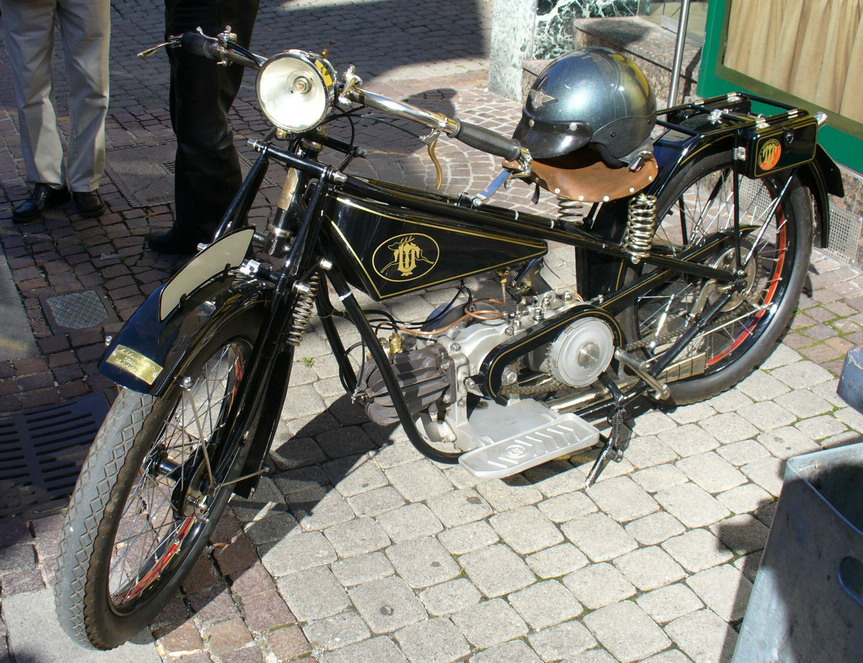
UT-Motorrad von 1926

UT Motoren- und Fahrzeugbau war ein deutscher Motorradhersteller. Seine Geschichte geht auf einen metallverarbeitenden Betrieb zurück, den Hermann Scheihing 1922 in Stuttgart-Untertürkheim eröffnete. Der verwendete Markenname war "UT" (UnterTürkheim). 
1927 übernahm die Maschinenfabrik Bergmüller & Co in Vaihingen auf den Fildern bei Stuttgart die Produktion der UT-Motorräder. Es wurden eigene Zweitaktmotoren (bis 1928), aber auch Motoren von ILO, J.A.P., MAG, Blackburne und Richard Küchen eingesetzt. 1931 übernahmen zwei Bergmüller & Co-Mitarbeiter, Hugo Schwenk und Johann Schnürle, die Maschinenfabrik, die Fertigung der UT-Motorräder wurde 1934 nach Möhringen a. d. Fildern verlegt. 1962 endete dort die Motorradfertigung. In der UT-Motorradfabrik in der Balinger Straße befindet sich jetzt das Stuttgarter Bibelmuseum.
Das 1949 vorgestellte Motorrad UT K 125 mit ILO-Motor hatte eine neuartige, von Jan Friedrich Drkosch (1913–1990) konstruierte Vorderrad-Teleskopgabel; in der deutschen Patentschrift 805 122 ist er als Erfinder genannt. Auch das erste deutsche Motorrad mit Hinterradschwinge und ölgedämpften Federbeinen war eine UT, nämlich das Modell UT TS 250. Das Spitzenmodell, die UT TS 252 mit dem 15-PS-Zweizylindermotor von ILO, hatte vorn 120 mm Federweg. Modelle mit „VS“ in der Typenbezeichnung hatten eine Vorderradschwinge. 1953 wechselte Drkosch als Chefkonstrukteur für den Motorradbau zu den Adlerwerken.